# Nérigean
Nérigean est une commune du Sud-Ouest de la France, située dans le département de la Gironde, en région Nouvelle-Aquitaine.

## Géographie

### Localisation
Commune située dans l'aire d'attraction de Bordeaux et dans son unité urbaine, dans l'Entre-deux-Mers, sur le ruisseau du Canaudonne (ou Rouille).

### Communes limitrophes
Les communes limitrophes sont Baron, Arveyres, Cadarsac, Génissac, Saint-Germain-du-Puch, Saint-Quentin-de-Baron, Tizac-de-Curton et Moulon.
| Arveyres              | Cadarsac               | Génissac          |
| Saint-Germain-du-Puch | Nérigean               | Moulon (sur 20 m) |
| Baron                 | Saint-Quentin-de-Baron | Tizac-de-Curton   |

### Climat
Pour des articles plus généraux, voir Climat de la Nouvelle-Aquitaine et Climat de la Gironde.
Historiquement, la commune est exposée à un climat océanique aquitain.  
En 2020, Météo-France publie une typologie des climats de la France métropolitaine dans laquelle la commune est exposée à un climat océanique et est dans la région climatique  Aquitaine, Gascogne, caractérisée par une pluviométrie abondante au printemps, modérée en automne, un faible ensoleillement au printemps, un été chaud (19,5 °C), des vents faibles, des brouillards fréquents en automne et en hiver et des orages fréquents en été (15 à 20 jours).
Pour la période 1971-2000, la température annuelle moyenne est de 12,7 °C, avec une amplitude thermique annuelle de 14,2 °C. Le cumul annuel moyen de précipitations est de 859 mm, avec 11,6 jours de précipitations en janvier et 6,5 jours en juillet. Pour la période 1991-2020, la température moyenne annuelle observée sur la station météorologique la plus proche, située sur la commune de Saint-Émilion à 11,96 km à vol d'oiseau, est de 13,9 °C et le cumul annuel moyen de précipitations est de 798,1 mm,. Pour l'avenir, les paramètres climatiques de la commune estimés pour 2050 selon différents scénarios d’émission de gaz à effet de serre sont consultables sur un site dédié publié par Météo-France en novembre 2022.

## Urbanisme

### Typologie
Au 1er janvier 2024, Nérigean est catégorisée commune rurale à habitat dispersé, selon la nouvelle grille communale de densité à sept niveaux définie par l'Insee en 2022.
Elle appartient à l'unité urbaine de Bordeaux, une agglomération intra-départementale regroupant 73  communes, dont elle est une commune de la banlieue,,. Par ailleurs la commune fait partie de l'aire d'attraction de Bordeaux, dont elle est une commune de la couronne,. Cette aire, qui regroupe 275 communes, est catégorisée dans les aires de 700 000 habitants ou plus (hors Paris),.

### Occupation des sols

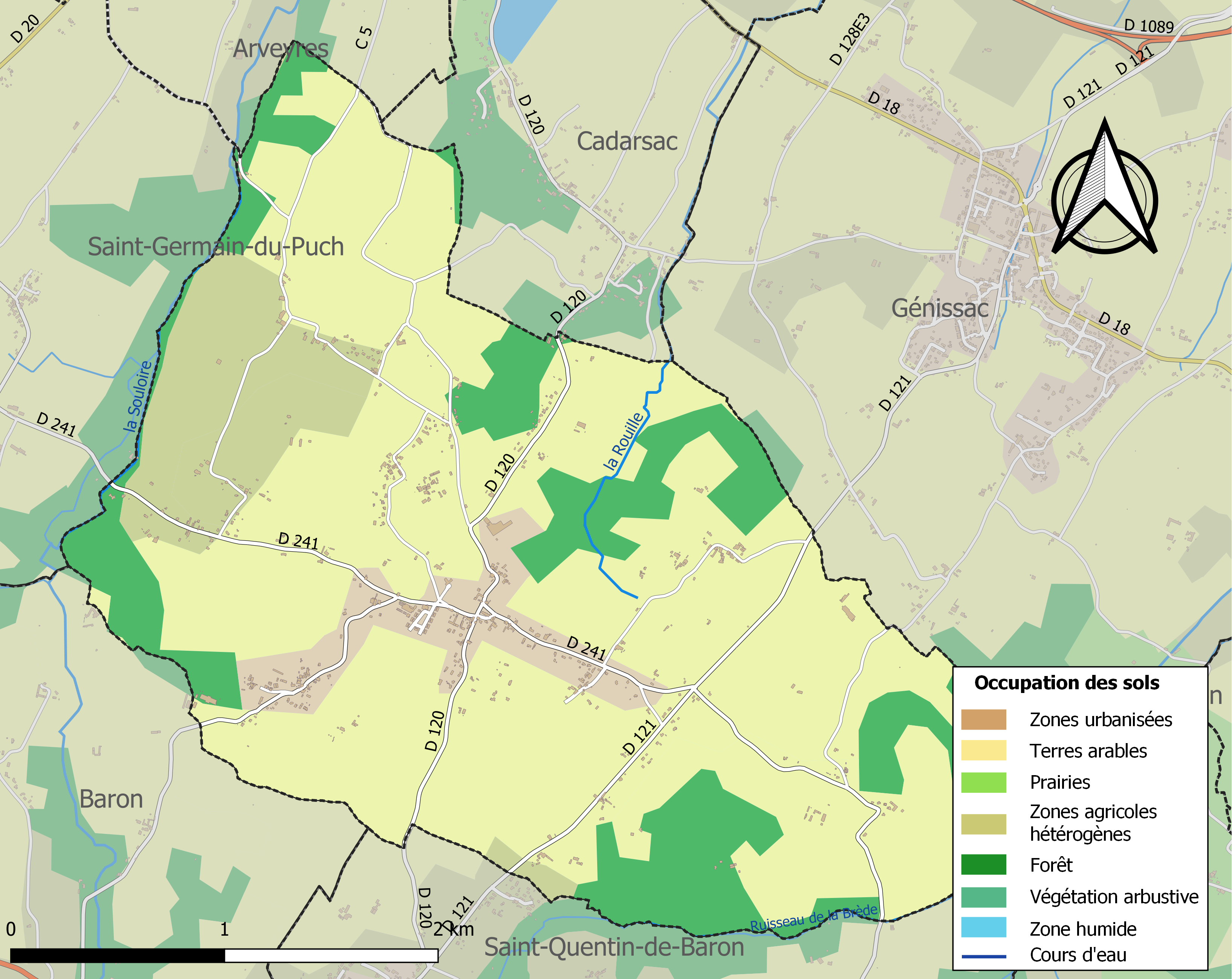
Carte des infrastructures et de l'occupation des sols de la commune en 2018 (CLC).

L'occupation des sols de la commune, telle qu'elle ressort de la base de données européenne d’occupation biophysique des sols Corine Land Cover (CLC), est marquée par l'importance des territoires agricoles (77,3 % en 2018), en diminution par rapport à 1990 (83,4 %). La répartition détaillée en 2018 est la suivante : 
cultures permanentes (54,5 %), forêts (16,9 %), terres arables (11,6 %), zones agricoles hétérogènes (9,5 %), zones urbanisées (5,7 %), prairies (1,8 %). L'évolution de l’occupation des sols de la commune et de ses infrastructures peut être observée sur les différentes représentations cartographiques du territoire : la carte de Cassini (XVIIIe siècle), la carte d'état-major (1820-1866) et les cartes ou photos aériennes de l'IGN pour la période actuelle (1950 à aujourd'hui).

### Risques majeurs
Le territoire de la commune de Nérigean est vulnérable à différents aléas naturels : météorologiques (tempête, orage, neige, grand froid, canicule ou sécheresse), inondations, mouvements de terrains et séisme (sismicité faible). Un site publié par le BRGM permet d'évaluer simplement et rapidement les risques d'un bien localisé soit par son adresse soit par le numéro de sa parcelle.
La commune a été reconnue en état de catastrophe naturelle au titre des dommages causés par les inondations et coulées de boue survenues en 1982, 1999, 2000 et 2009,.
Les mouvements de terrains susceptibles de se produire sur la commune sont des affaissements et effondrements liés aux cavités souterraines (hors mines) et des tassements différentiels. Par ailleurs, afin de mieux appréhender le risque d’affaissement de terrain, l'inventaire national des cavités souterraines permet de localiser celles situées sur la commune.

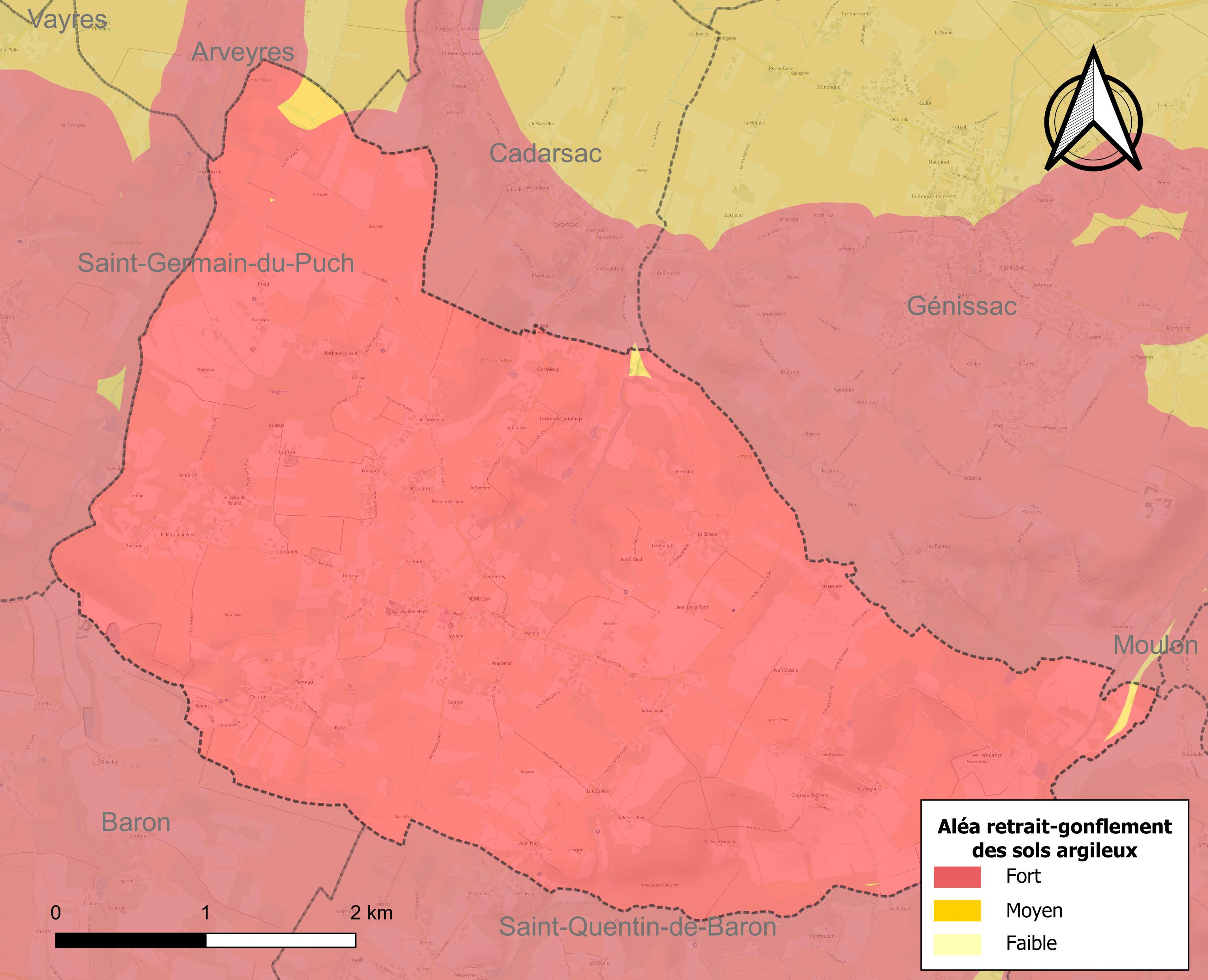
Carte des zones d'aléa retrait-gonflement des sols argileux de Nérigean.

Le retrait-gonflement des sols argileux est susceptible d'engendrer des dommages importants aux bâtiments en cas d’alternance de périodes de sécheresse et de pluie. La totalité de la commune est en aléa moyen ou fort (67,4 % au niveau départemental et 48,5 % au niveau national). Sur les 386 bâtiments dénombrés sur la commune en 2019, 386 sont en aléa moyen ou fort, soit 100 %, à comparer aux 84 % au niveau départemental et 54 % au niveau national. Une cartographie de l'exposition du territoire national au retrait gonflement des sols argileux est disponible sur le site du BRGM,.
Par ailleurs, afin de mieux appréhender le risque d’affaissement de terrain, l'inventaire national des cavités souterraines permet de localiser celles situées sur la commune.
Concernant les mouvements de terrains, la commune a été reconnue en état de catastrophe naturelle au titre des dommages causés par la sécheresse en 1989, 2005, 2011 et 2017 et par des mouvements de terrain en 1999.

## Toponymie
La commune est appelée Nérijan en gascon.
Les habitants en sont les Nérigeannais,.

## Politique et administration
| Période                                  | Période   | Identité                                  | Étiquette | Qualité                                                                   |
| ---------------------------------------- | --------- | ----------------------------------------- | --------- | ------------------------------------------------------------------------- |
| avant 1871                               | ?         | Charles Cornette de Saint-Cyr (1811-1894) | Droite    | Propriétaire à Bordeaux                                                   |
|                                          |           |                                           |           |                                                                           |
| mars 1977                                | mars 2008 | Jean-Paul Fossat                          | PS        | Conseiller général (1973-1998)                                            |
| mars 2008                                | En cours  | Jean-Luc Lamaison                         | PS        | Professeur Président de la communauté de communes du Brannais (2014-2016) |
| Les données manquantes sont à compléter. |           |                                           |           |                                                                           |

## Démographie
| 1793 | 1800 | 1806 | 1821 | 1831 | 1836 | 1841 | 1846 | 1851 |
| ---- | ---- | ---- | ---- | ---- | ---- | ---- | ---- | ---- |
| 668  | 589  | 627  | 636  | 584  | 635  | 648  | 640  | 615  |

| 1856 | 1861 | 1866 | 1872 | 1876 | 1881 | 1886 | 1891 | 1896 |
| ---- | ---- | ---- | ---- | ---- | ---- | ---- | ---- | ---- |
| 633  | 682  | 679  | 616  | 559  | 545  | 536  | 545  | 600  |

| 1901 | 1906 | 1911 | 1921 | 1926 | 1931 | 1936 | 1946 | 1954 |
| ---- | ---- | ---- | ---- | ---- | ---- | ---- | ---- | ---- |
| 624  | 602  | 617  | 535  | 500  | 536  | 522  | 516  | 567  |

| 1962 | 1968 | 1975 | 1982 | 1990  | 1999 | 2005 | 2006 | 2010 |
| ---- | ---- | ---- | ---- | ----- | ---- | ---- | ---- | ---- |
| 545  | 560  | 654  | 948  | 1 036 | 880  | 890  | 884  | 859  |

| 2015 | 2020 | 2022 | - | - | - | - | - | - |
| ---- | ---- | ---- | - | - | - | - | - | - |
| 840  | 842  | 838  | - | - | - | - | - | - |

## Économie
- Cave coopérative créée en 1937, son vignoble de 450 hectares en Bordeaux AOC.

## Lieux et monuments
- L'église Saint-Martin datant du XIIe siècle, est inscrite aux monuments historiques depuis 1926[27].
- La Croix de cimetière de Nérigean, du XVIe siècle, est classée au titre des monuments historiques depuis 1907[28].

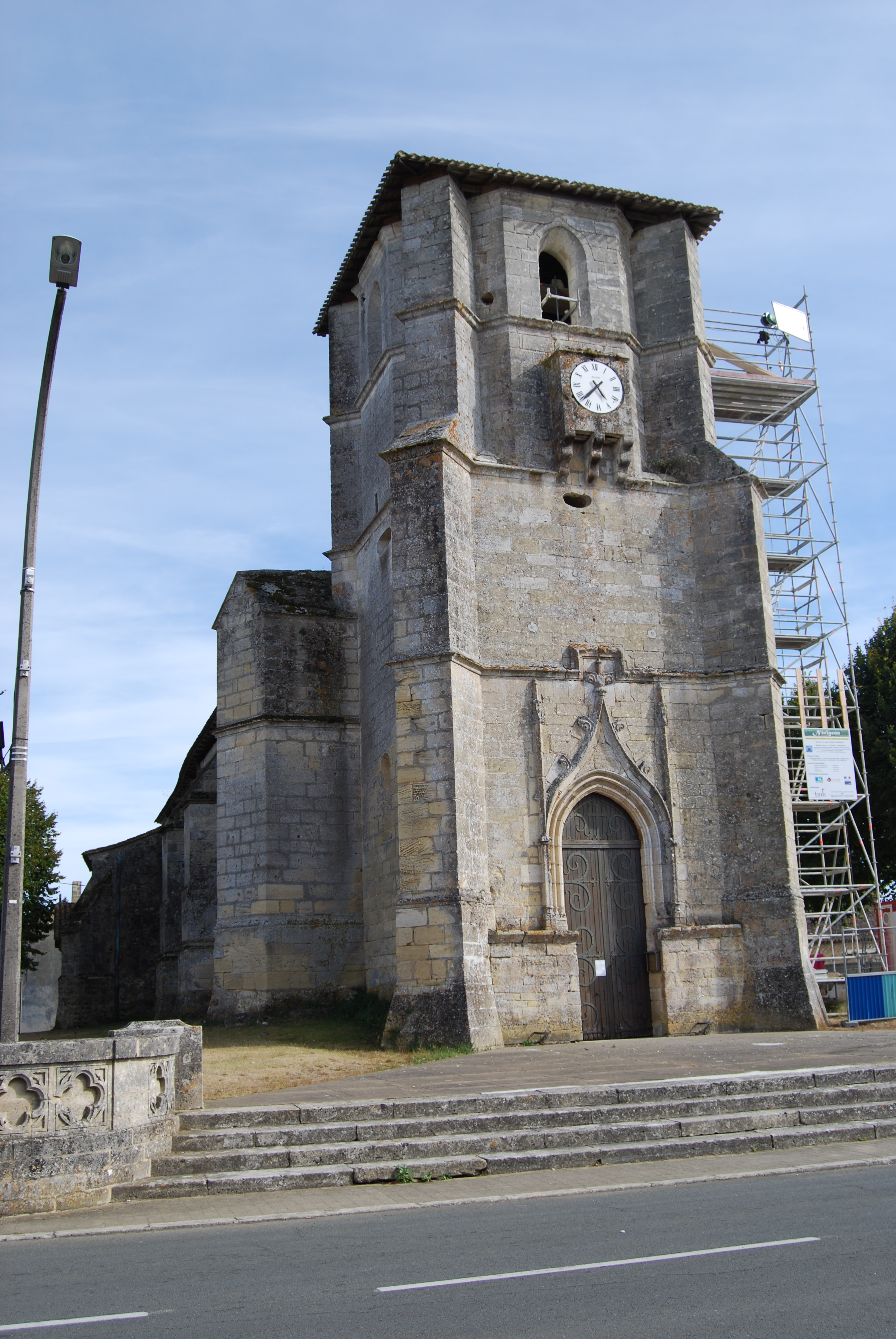
L'église Saint-Martin
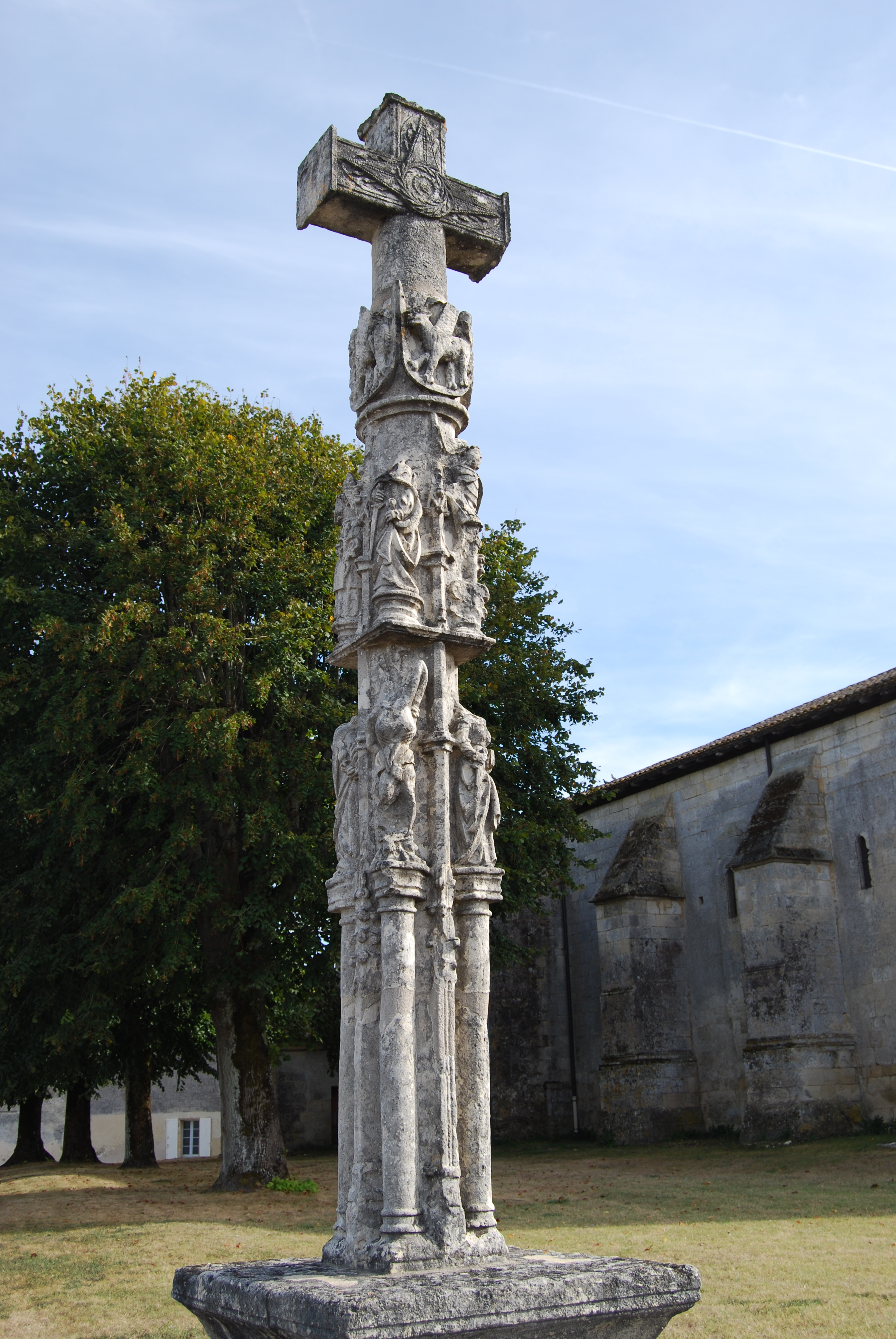
La croix de cimetière
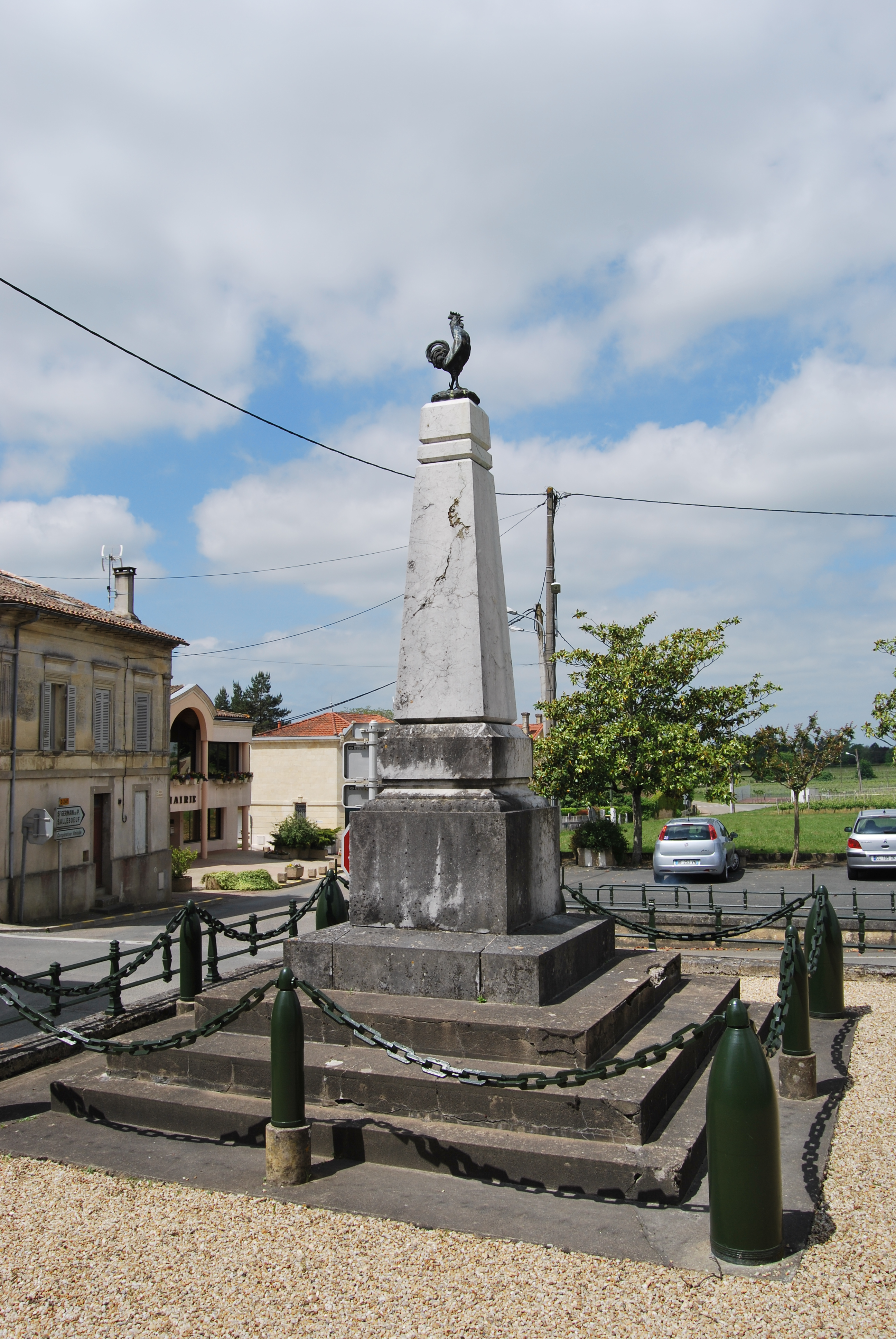
Monument aux morts

## Personnalités liées à la commune
Jean Luc Lamaison, maire de la commune depuis 2008, vit à Nérigean.